# 河野治平

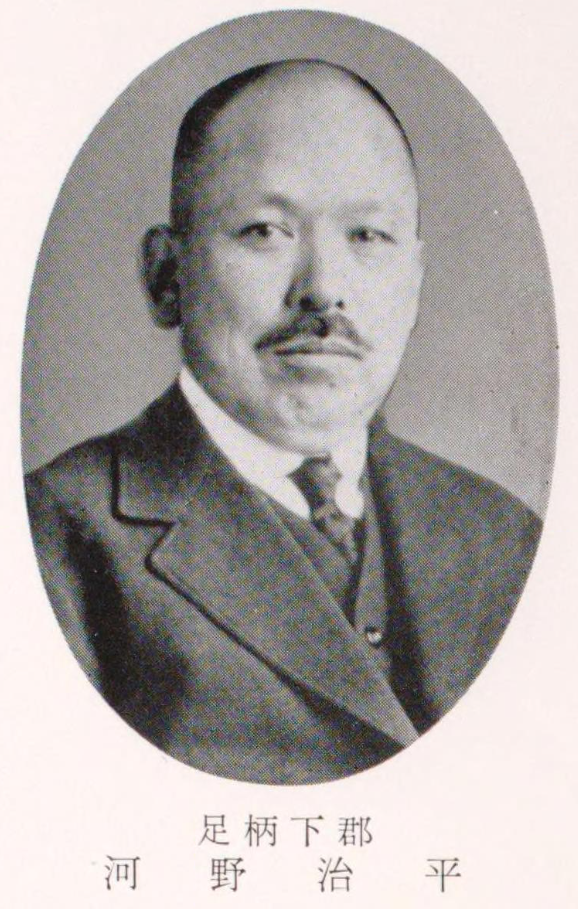
河野治平（「神奈川県会史 第5巻（1957年）」より）

河野 治平（こうの じへい、1875年〈明治8年〉1月5日 - 1950年〈昭和25年〉12月23日）は、日本の政治家、実業家。神奈川県会議長。豊川村長。足柄肥料会社社長。曽我銀行取締役。小田原実業銀行専務取締役。
副総理兼東京五輪担当大臣、建設大臣、行政管理庁長官、農林大臣を務めた河野一郎は次男。参議院議長を務めた河野謙三は三男。五女・美喜子はラジオ関東（現・アール・エフ・ラジオ日本）社長や富士観光（現・富士レックス）社長を務めた越田覚造に嫁いだ。衆議院議長、外務大臣、自由民主党総裁、新自由クラブ代表を務めた河野洋平は孫。外務大臣・防衛大臣、デジタル大臣などを歴任している衆議院議員、河野太郎は曽孫にあたる。

## 経歴
父は豊川村（現・小田原市）の地主、河野次郎平。河野家は元々先代・河野次郎右衛門の勤勉と篤農ぶりが認められ、藩主大久保氏から河野という苗字と帯刀を許された名主である。
東京帝国大学の農科に入学し、在学中の1895年（明治28年）3月1日、建設業者の長谷川勝五郎（長谷川豊吉の弟）の長女・タミと結婚する。大学卒業後、直ちに京都府農会の技手になり、京都伏見の茶業試験所に勤める。しかし、京都に赴任してから二年足らずで妻が妊娠したため、京都府農会を辞めて郷里の小田原に戻る。その後、豊川村の村会議員、村長、郡会議員を歴任し、神奈川県会議長に就任した。